# 豆腐打死县令
《豆腐打死县令》是兰坪拉玛人民间流传的一则故事。这个故事具神话色彩、幽默与讽刺性，描述人民群众鞭挞两个县令的言行。

## 內容
雍正年间，一个进进士来剑川当县令，宣称不要钱粮，但不到半年就搜刮了不少黄金白银，并想以出游为名把金银运走。老百姓知道了，大伙就想办法，各家各户都做豆腐卖。等县官真的要出城，满街是豆腐，一齐向县官轿子打去，豆腐把轿子埋起来，打死了县官。皇帝派另一个县令来查办，城隍变作巨人拦路中斥，并化身大蟒阻挡查办队伍前进，来查办的县令吓得求饶，答应回去向皇帝说剑川并无打死县令之事，四年之内不必过问剑川的事。